# هیولای فرانکنشتاین (فیلم)
هیولای فرانکنشتاین (ایتالیایی: Il mostro di Frankenstein) یک فیلم صامت ترسناک ایتالیایی است که در سال ۱۹۲۰ منتشر شد. این فیلم یکی از نخستین و از معدود فیلم‌های ترسناک دوران صامت سینمای ایتالیا محسوب می‌شود؛ چرا که پس از به قدرت رسیدن بنیتو موسولینی، ساخت هرگونه فیلم ترسناک ممنوع شد.
فیلم پیش از نمایش بسیار کوتاه شد و مورد سانسور شدید قرار گرفت به نحوی که تنها ۳۹ دقیقه از آن اجازهٔ نمایش یافت. هیولای فرانکنشتاین اینک یک فیلم گمشده محسوب می‌شود و تنها چندین تصویر و اشیاء تبلیغاتی از آن باقی مانده‌است. فیلم یه سبب سانسور شدید، مورد توجه تماشاگران واقع نشد و خیلی زود به فراموشی سپرده شد.